# الهوبيت: قفرة سموغ
الهوبيت: قفرة سموغ (بالإنجليزية: The Hobbit: The Desolation of Smaug)‏ هو فيلم فنتازيا ومغامرات 2013 من إخراج بيتر جاكسون، الذي شارك في كتابة السيناريو والإنتاج. الفيلم هو الثاني ضمن ثلاثية الهوبيت المقتبسة عن رواية الهوبيت للكاتب ج. ر. ر. تولكين (1937)، التي بدأَت بـالهوبيت: رحلة غير متوقعة في 2012 ويتبعهالهوبيت: معركة الجيوش الخمسة في 2014. الأفلام الثلاثة بمثابة مقدمة لثلاثية أفلام سيد الخواتم التي أخرجها بيتر جاكسون أيضًا.
الفيلم يُكمل قصة الهوبيت: رحلة غير متوقعة؛ فبعد هروب الأقزام وبيلبو باجنز وغاندالف من الجبال الضبابية يُكملون مسيرتهم لاستعادة ثرواتهم وديارهم من التنين سمَوْغ. الفيلم من بطولة إيان ماكيلين ومارتن فريمان وريتشارد.يبدأ الفيلم بمشهد لبيلبو باجنز يستطلع الطريق بحثا عن ممر بعيدا عن قطيع الاورك فيكتشف دب ضخم الهيئة ليسرع باخبار غاندالف الذي يشير على المجموعة الهروب لبيت بيرون مبدل الجلود والذي يكره الأورك بسبب قتلهم لجنسه فيساعدهم في الوصول لغابة ميرك وود حيث يفارقهم غاندالف عند مدخل الغابة متجها إلى قلعة «دول غولدور» المهجورة. في ذلك الوقت يكمل الاقزام وبيلبو رحلتهم في غابة ميرك وود المسحورة حتى يبدأون في التعرض لسحر الغابة فيقعون في شباك عناكب الأرض الوسطى والتي يخلصهم منها الف الغابة ليجولاس وياخذهم لملك الألف الذي يعرض على القائد ثورين المساعدة مقابل بعض كنوز جبل إيربور. رفض ثورين العرض مما جعل ملك الألف يامر بحبسه حتى يوافق. وفي هذه الاحيان يقوم بيلبو المتخفي بارتداءه سيد الخواتم لتحرير الاقزام الذين يبدأوا بالهروب عبر النهر المؤدي إلى لايك تاون حيث يعاود قطيع الاورك الهجوم ويتخلصوا منه بمساعدة ليجولاس وتاريا مرة أخرى. حتى يصلوا لنهاية النهر حيث يجدوا رجل من لايك تاون يدعى بارد يساعدهم في تخطي المدينة والحصول على السلاح ولكن سرعان ما ينكشف امرهم ويتم القبض عليهم لكن ثورين يعد الملك بحصة من الكنز مما يدفعه لاطلاق سراحه لاكمال الرحلة. في هذه الأثناء يصل غاندالف إلى القلعة حيث يكتشف اختباء الاورك مع ملك الظلام ساورون تجهيزا لاعادة غزو الأرض الوسطى. وكيت بلانشيت وكرستوفر لي وبينيديكت كامبرباتش ولي بيس وهوغو ويفنغ وسيلفستر مكوي ولوك إيفينز وأورلاندو بلوم وإيفانجلين ليلي.
صدر الفيلم في 13 ديسمبر 2013. كحال سابقه، يستخدم الفيلم معدل إطار للتصوير والإسقاط 48 لقطة في الثانية.

## الأرباح والإيرادات
الإيرادات والمرابيح الإجمالية للفيلم بلغت 855 366 958 دولار أمريكي، مما يضعه في المرتبة الرابعة بالنسبة لمرابيح الأفلام في سنة 2013 وراء ملكة الثلج، آيرون مان 3 وأنا الحقير 2. ويضعه كذلك في المرتبة ال25 (حتى سنة 2014) في تاريخ الأفلام في العالم.
| الدولة                  | المرابيح      | الدولة         | المرابيح     | الدولة         | المرابيح    |
| ----------------------- | ------------- | -------------- | ------------ | -------------- | ----------- |
| الولايات المتحدة + كندا | 855 366 258 $ | البرازيل       | 725 821 17 $ | نيوزيلندا      | 804 052 8 $ |
| ألمانيا                 | 370 076 88 $  | إيطاليا        | 657 305 17 $ | تركيا          | 573 917 6 $ |
| الصين                   | 000 730 74 $  | كوريا الجنوبية | 050 392 16 $ | فنلندا         | 914 905 6 $ |
| المملكة المتحدة         | 514 275 70 $  | هولندا         | 314 286 16 $ | ماليزيا        | 458 383 5 $ |
| روسيا                   | 050 032 45 $  | اليابان        | 556 655 13 $ | الأرجنتين      | 520 158 5 $ |
| فرنسا                   | 924 723 44 $  | بولندا         | 529 908 12 $ | أوكرانيا       | 551 788 4 $ |
| أستراليا                | 817 565 34 $  | الدنمارك       | 692 292 12 $ | كولومبيا       | 891 713 4 $ |
| إسبانيا                 | 615 551 23 $  | النرويج        | 258 371 11 $ | جمهورية التشيك | 821 176 4 $ |
| السويد                  | 539 532 20 $  | بلجيكا         | 032 614 8 $  | سنغافورة       | 530 176 4 $ |
| المكسيك                 | 490 394 18 $  | النمسا         | 280 573 8 $  | هونغ كونغ      | 279 081 4 $ |

## روابط خارجية
- الهوبيت: قفرة سموغ على موقع IMDb (الإنجليزية)
- الهوبيت: قفرة سموغ على موقع ميتاكريتيك (الإنجليزية)
- الهوبيت: قفرة سموغ على موقع الموسوعة البريطانية (الإنجليزية)
- الهوبيت: قفرة سموغ على موقع روتن توميتوز (الإنجليزية)
- الهوبيت: قفرة سموغ على موقع نتفليكس (الإنجليزية)
- الهوبيت: قفرة سموغ على موقع قاعدة بيانات الأفلام العربية
- الهوبيت: قفرة سموغ على موقع ألو سيني (الفرنسية)
- الهوبيت: قفرة سموغ على موقع Turner Classic Movies (الإنجليزية)
- الهوبيت: قفرة سموغ على موقع أول موفي (الإنجليزية)
- الهوبيت: قفرة سموغ على موقع بوكس أوفيس موجو (الإنجليزية)